# Дир
Дир (др.-сканд. Dýri, церк.-слав. Диръ; ум. ок. 882, Киев) — согласно «Повести временных лет» и Новгородской первой летописи, киевский князь, правивший совместно с князем Аскольдом.

## В русских летописях
Согласно «Повести временных лет», Аскольд и Дир были боярами (дружинниками) новгородского князя Рюрика, отпустившего их в поход на Царьград. Они обосновались в Киеве, захватив власть над полянами, которые в это время платили дань хазарам. В «Повести…» говорится о том, что у полян княжили потомки легендарных основателей Киева Кия, Щека и Хорива: «И по сихъ братьи держати. почаша родъ ихъ княженье в Поляхъ».
Далее в «Повести…» сообщается, что в 866 году под предводительством Дира и Аскольда был совершён первый поход Руси на Царьград (византийские источники указывают 860 год, сообщая только об одном предводителе русов, не называя его имени).
Позднее, под 882 годом «Повесть…» сообщает о походе преемника Рюрика, новгородского князя Олега, который, захватив Смоленск и ряд других земель, подошёл к Киеву и узнал, что здесь правят Аскольд и Дир. Тогда Олег спрятал воинов в ладьях и послал за Аскольдом и Диром, назвавшись купцом, плывущим в греческие земли «от Олега и Игоря княжича». Когда же те пришли, воины вышли из ладей и Олег сказал Аскольду и Диру, что они не князья, не княжеского рода, а он, Олег, княжеского, а вместе с ним малолетний сын Рюрика Игорь. После этого Аскольд и Дир были убиты, а Олег стал киевским князем.
Согласно Новгородской первой летописи варяги Аскольд и Дир не связаны с Рюриком и пришли в Киев до приглашения того в Новгород, но после похода русов на Царьград. В Киеве они назвались князьями и стали воевать с древлянами и уличами.
В Псковской второй летописи (XV век) сказано: «А князи в та лета бяху на Роускои земли; От Варяговъ 5 князеи, первому имя Скалдъ [то есть Аскольд], а дроугому Дир, а третьему Рюрик…».
В Никоновской (XVI век) и Иоакимовской (известна только в выдержках В. Н. Татищева) летописях содержатся неизвестные по другим источникам сведения о событиях 870-х годов: бегстве части новгородской знати от Рюрика к Аскольду в ходе борьбы за власть в Новгороде, гибели в 872 году сына Аскольда в борьбе с болгарами, походах Аскольда на полочан, кривичей (где Рюрик посадил своих наместников) и печенегов (875). Поход же на Царьград, отнесённый Повестью временных лет к 866 году, датирован 874—875 годами.
Никоновская летопись приводит также более подробный рассказ о смерти Аскольда и Дира. Олег высадил часть своей дружины на берег, обговорив тайный план действий. Сам, сказавшись больным, остался в ладье и послал к Аскольду и Диру извещение, что везёт много бисера и украшений, а также имеет важный разговор к князьям. Когда те влезли в ладью, будто бы больной Олег сказал: «Аз есмь Олег князь, а се есть Рюриков Игорь княжичь» — и тут же убил их.

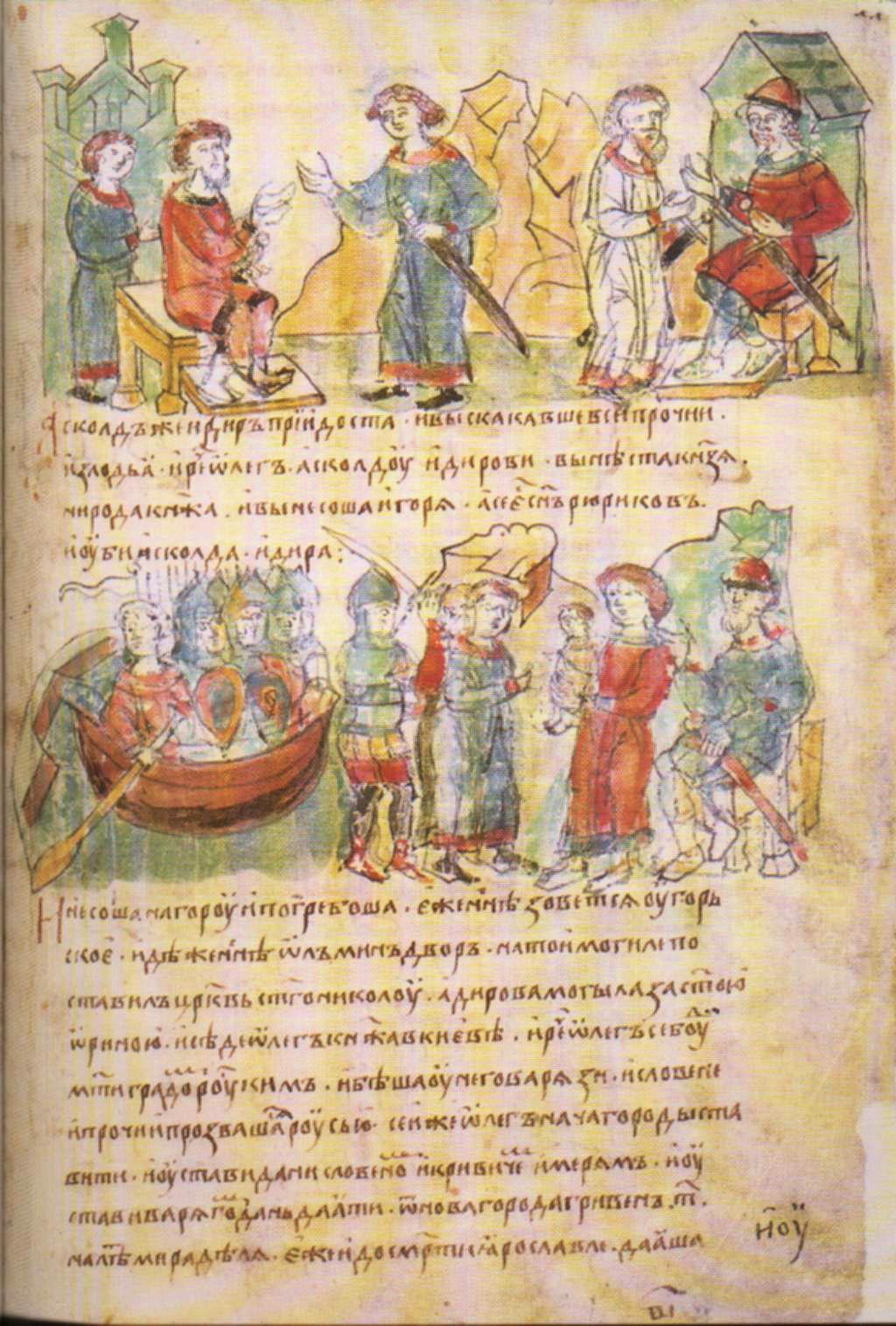
Олег показывает маленького Игоря Аскольду и Диру; убийство Аскольда и Дира. Миниатюра из Радзивилловской летописи, конец XV века
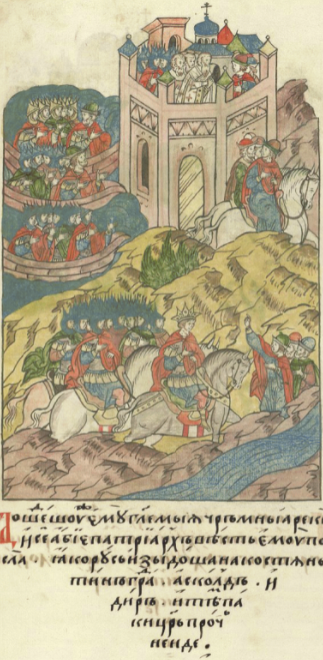
Аскольд и Дир подходят на ладьях к Константинополю, Лицевой летописный свод, XVI век

## Историография
Современные лингвисты и историки считают, что Аскольд и Дир были скандинавами, так как их имена имеют древнескандинавскую этимологию: церк.-слав. Асколдъ от др.-сканд. Hǫðskuldr, Hǫskuldr; церк.-слав. Диръ от др.-сканд. Dýri; древнешведское им Dyre, древнедатское Dyri, древнескандинавское Dýri.
Возможно, Аскольд и Дир правили в разное время. Они были похоронены в разных местах, что может свидетельствовать об искусственном соединении их биографий поздним летописцем: «И убили Аскольда и Дира, отнесли на гору и погребли Аскольда на горе, которая называется ныне Угорской, где теперь Ольмин двор; на той могиле Ольма поставил церковь святого Николы; а Дирова могила — за церковью святой Ирины».
В историографии известны попытки связать с именем Дира сведения арабского автора середины X века аль-Масуди о некоем могущественном славянском правителе «л. дир», который, однако, именуется в источнике правителем славян и не имеет отношения к Руси, описываемой в восточном источнике отдельно. Соседний с Диром славянский царь назван искажённым именем, которое может быть прочитано как «ал-Олванг» (напоминающий имя Олег).
Существует гипотеза, что Дир, упомянутый аль-Масуди, правил после Олега Вещего, но был смещён и убит легендарным Олегом II (которого в свою очередь около 936 года изгнал двоюродный брат Игорь Рюрикович). Впервые данная мысль была высказана польским историком XVIII века Х. Ф. фон Фризе. По этой версии, автор «Повести временных лет» совместил предание об устранении Аскольда князем Олегом Вещим с преданием об убийстве Дира Олегом II. Однако передача отцом своего имени сыну противоречила бы древнерусским и скандинавским семейным традициям, такие факты отмечены как редкие исключения.
Помимо древнерусских летописей, Аскольд и Дир упоминается в сочинении польского историка XV века Яна Длугоша (не исключалось, что такая версия была придумана для обоснования претензий Польши на киевское наследство, в противовес московским Рюриковичам). В его трактовке Аскольд и Дир были полянскими князьями, потомками Кия, легендарного основателя Киева. Версия Длугоша была поддержана Матвеем Стрыйковским, неоднократно писавшем о родстве Аскольда и Дира с Кием. Генеалогическое построение Длугоша имело популярность и в дальнейшем, этой версии придерживались А. А. Шахматов, М. Н. Тихомиров, Б. А. Рыбаков и другие историки.
Высказывалась также точка зрения, что «Дир» — это титул или прозвище князя Аскольда. Б. А. Рыбаков писал: «личность князя Дира нам не понятна. Чувствуется, что его имя искусственно присоединено к Оскольду, потому что при описании их совместных действий, грамматическая форма даёт нам одиночное, а не двойное число, как это должно было бы быть при описании совместных действий двоих лиц». При этом лингвист А. В. Циммерлинг отмечает: «Аргумент Б. А. Рыбакова, будто согласование глагола в единственном числе доказывает, что второе имя вычленили позже, некорректен. Лингвистически доказать, что Дир был или что Дира не было, нельзя».
И. Е. Забелин, Б. А. Рыбаков и М. Ю. Брайчевский и некоторые другие исследователи реконструировали «Летопись Аскольда», написанную, по их мнению, в Киеве во времена правления Аскольда и Дира. Большинством современных исследователей гипотеза о существовании «Аскольдовой летописи» отвергается как не имеющая под собой оснований.

## В культуре

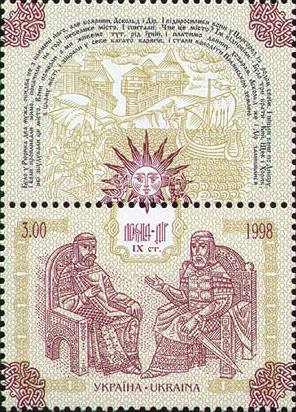
Древние киевские князи Аскольд и Дир (IX век) на почтовом блоке Украины, 1998

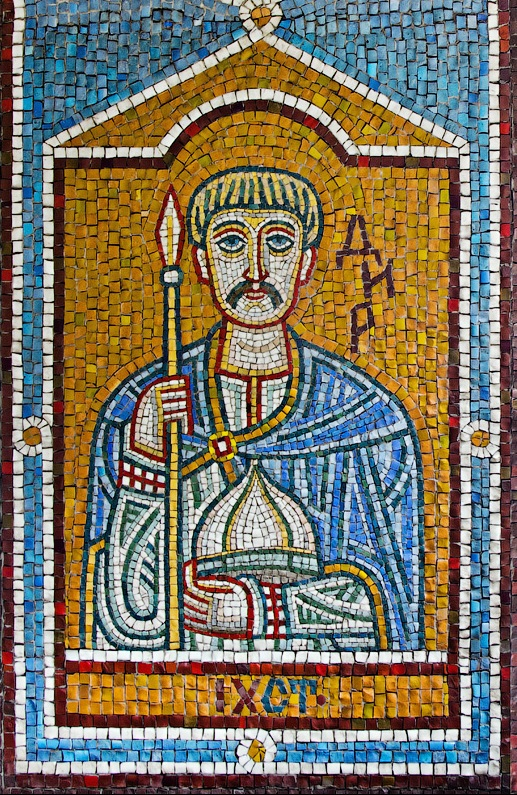
Дир, мозаика на станции Киевского метро Золотые ворота

- Сага о викингах[дат.] («A Viking Saga», 2008; Дания, США). Режиссёр Микаэль Моуяль, в роли Дира Ким Сёндерхолм[англ.]
- 6-й сезон телесериала «Викинги» («Vikings», 2019; Канада, Ирландия). В роли Дира актёр Ленн Кудрявицки.
- Персонаж исторических романов Ю. П. Вронского «Необычайные приключения Кукши из Домовичей» и «Странствие Кукши. За тридевять морей».
- В компьютерных стратегиях Crusaider Kings II и Crusaider Kings III - Дир один из играбельных правителей. В третьей части он представлен как правитель Киева и сын Хальфдана Рагнарссона. Примечательно то, что он является основателем династии "Аскольд". Этим шагом авторы объединяют Дира и Аскольда в одного исторического персонажа.